# پنجه‌درختان
پنجه‌درختان (انگلیسی: Bombacaceae) مدت‌ها به عنوان یک خانواده از درختان به رسمیت شناخته شده بود اما سپس بیشتر گونه‌های آن در زیرخانواده پنجه‌ای‌واران قرار داده شدند.